# اس‌ام یو-۴۹
اس‌ام یو-۴۹ (به انگلیسی: SM U-49) یک زیردریایی بود که طول آن ۶۵ متر (۲۱۳ فوت) و ارتفاع آن ۸٫۷ متر (۲۹ فوت) بود. این زیردریایی در سال ۱۹۱۵ ساخته شد.